# Элтанг, Лена
Ле́на Э́лтанг (род. 29 августа 1964, Ленинград) — русский поэт и прозаик.

## Биография
Родилась в Ленинграде и окончила факультет филологии и журналистики Иркутского государственного университета. С 1991 года живёт в Вильнюсе (Литва).
Занималась журналистикой и переводами. Дебютировала сборником стихов в 2003 году, а в 2006 году вышел первый её роман «Побег куманики», вошедший в «краткий список» премии Андрея Белого, «краткий список» премии «Национальный бестселлер» и «длинный список» Национальной литературной премии «Большая книга» сезона 2006—2007 года.
В 2008 году вышел второй роман писательницы — «Каменные клёны», удостоенный литературной премии «Новая словесность-2009». В 2012 году роман был переведён на литовский язык (переводчик Владас Бразюнас), позднее — на латышский.
Третий роман писательницы «Другие барабаны» вышел в 2011 году и в этом же году был удостоен «Русской премии». В 2012 году роман «Другие барабаны» вошёл в «краткий список» Национальной литературной премии «Большая книга».
Четвёртый роман — «Картахена» вышел в 2015 году в издательстве «Рипол Классик». Роман переведен на арабский язык в 2017 году и в настоящее время[когда?]

 переводится на английский.
Через 5 лет в ноябре 2017 года в издательстве Corpus вышел роман "Царь велел тебя повесить". Книга является переработанной и расширенной версией романа "Другие барабаны". Новая книга получила хорошие отзывы критиков.
Права на публикацию романов получает издательство "Альпина".

## Творчество
Живущая в Литве, пишущая по-русски гражданка мира Лена Элтанг – один из самых значительных авторов, работающих сегодня не столько даже с русским языком, сколько с самим, выраженным в этом языке, мировосприятием, с его пластикой и объёмами.— Ольга Балла-Гертман, 2017

### Книги
Сборник «Стихи» (Калининград: «Янтарный сказ», предисловие Томаса Венцловы, 2003); совместный проект «Другие возможности» (Таллин: «Agia Triada», 2004).
В 2006 году издан роман «Побег куманики» («Амфора»). Книга вошла в короткий список премии "Национальный бестселлер".
В 2009 году роман «Побег куманики» переиздан в Москве (издательство АСТ), там же и тогда же вышел новый роман «Каменные клёны».
В 2011 году вышел роман «Другие барабаны» (издательство «Эксмо»). Критик Дарья Кожанова:
Есть книги, которые «принимают тебя, словно илистое дно в реке: немного скользко, но мягко и тепло ступням», есть другие, где «везде чувствуешь свои деревянные пятки». Читая же эту, как будто идешь по шуршащим осенним листьям (не тем ли, что опадают с «каменных кленов»?).  Каждая фраза отдается хрустом: аллюзии, реминисценции, параллели, мозг непрерывно работает то как «Google», то, как генератор, а повествование гонит и гонит вперед, расширяясь всё новыми контекстами.
В 2012 году рассказ «Drunk Harbor» («Пьяная гавань») был опубликован в антологии «St. Petersburg Noir» (издательство «Akashic Books», N.Y.)
В 2017 году вышел роман «Царь велел тебя повесить» (издательство Corpus). Первая часть книги включает в себя произведение «Другие барабаны», вышедшее в 2011 году. Вторая и третья часть романа «Царь велел тебя повесить» переворачивают с ног на голову всё, что происходило до этого, полностью меняя акценты и пуская сюжет в новое русло.
В 2022 году выходит новый роман "Радин", в новой редакции переиздается "Картахена". В 2023 году издательство Альпина выпускает дебютную книгу "Побег куманики" в третьем издании, исправленном и отредактированном. Осенью 2023 года планируется переиздать роман "Каменные клёны".

### Публикации
Антология «Освобождённый Улисс» (Москва, «Новое литературное обозрение», 2005); „Šiaurės Atėnai“ (еженедельник «Северные Афины», Вильнюс, 2003), „7 meno dienos“ (еженедельник «Семь дней искусства», Вильнюс, 2004); журнал «Знамя», 2002, 2004, 2005, 2006; журнал «Октябрь», 2004; «Литературная газета», 2004; журнал «Вильнюс», 2005; журнал «Новый Берег», 2006; «Tuulelohe» (альманах «Воздушный змей», Тарту, 2006); журнал «Воздух» (2007, № 1).

## Опубликованные произведения

### Проза
- 2006 — Побег куманики: Роман. — Москва: Амфора. — 448 с. — Серия «Фрам». — ISBN 5-367-00242-0.
- 2009 — Побег куманики. — Исправленное и дополненное. — Москва: АСТ, Астрель, 2009. — 416 с. — 4000 экз. — ISBN 978-5-17-059913-4.
- 2008 — Каменные клёны. — Москва: АСТ, Астрель. — 416 с. — ISBN 978-5-17-056180-3, ISBN 978-5-271-22228-3.
- 2011 — Другие барабаны. — Москва: ЭКСМО, 2011. — 640 с. — (Открытие. Современная российская литература). — ISBN 978-5-699-49886-4.
- 2015 — Картахена.— М.: РИПОЛ классик. — 544 с. — ISBN 978-5-386-07948-2.
- 2017 — Царь велел тебя повесить. —М.: Corpus.(roman).  — 544 с. — ISBN 978-5-17-982687-3
- 2022 - Радин - М.: Альпина нон-фикшн, 2022. - 396 с. ISBN 978-5-00139-581-2
- 2022 - Картахена - 2-е изд. - М.: Альпина нон-фикшн, 2022. - 420 с. ISBN 978-5-00139-600-0
- 2023 - Побег куманики - 3-е изд. - М.: Альпина нон-фикшн, 2023 - 360 с. ISBN 978-5-00139-775-5

### Стихи
- 2003 — Стихи / Худож. А. Траугот, В. Траугот. — Калининград: Янтарный сказ, 2003. — 144 с. — 1000 экз. — ISBN 5-7406-0741-8.
- 2007 — о чём пировать. — СПб.: Пушкинский фонд, 2007. — 48 с. — Тир. 300 экз. ISBN 978-5-89803-164-0
- 2015 — Камчатка полночь.— Рипол Классик. Москва. — ISBN 978-5-386-08734-0

## Цитаты
- ...Во-первых, писатели врут. Во-вторых, мы любим выдавать себя за нечто совершенно противоположное.
- Русская литература похожа на кролика, который появляется из шляпы, когда все уверены, что там ничего нет, морщатся и собираются уходить из зала. Её принято хоронить несколько раз в столетие...
- ...В нашем деле все меняется, все струится, сегодня ты – солнце русской прозы, а завтра бежишь, закрывая голову под градом камней.